# Войтех Брадач
Войтех Брадач (чеськ. Vojtěch Bradáč, 6 жовтня 1913, Жижков — 30 березня 1947) — чехословацький футболіст, що грав на позиції нападника.
Виступав, зокрема, за клуб «Славія», а також національну збірну Чехословаччини. Багаторазовий чемпіон Чехословаччини.

## Клубна кар'єра
Войтех Брадач народився в 1913 році у Жижкові, там же він почав свою кар'єру в «Вікторії» у 1926 році. В основному складі Брадач дебютував в сезоні 1930/31. У квітні 1932 року за рекордні 80 000 крон перейшов в празьку «Славію». Зі «Славією» Брадач виграв 3 підряд чемпіонату Чехословаччини (1933, 1934 і 1935), хоча у жодному з них не був твердим гравцем основи. Найвдалішим для гравця в особистому плані став сезон 1935/36, коли він став кращим бомбардиром чехословацької першості з 42 м'ячами у 23 матчах.
По завершенні сезону Брадач переходить до французького «Сошо», де виграє Кубок Франції і стає віце-чемпіоном національної першості.
Влітку 1937 року Брадач повертається до Чехословаччини у «Славію». В 1938 році стає з командою переможцем кубка Мітропи, грає в усіх восьми матчах турніру і забиває 2 голи. Загалом у кубку Мітропи з 1934 по 1939 рік він провів 18 матчів і забив 8 м'ячів.
Після «Славії» Брадач грав в «Вікторії» (Жижков), потім знову в «Славії», потім у празькій «Спарті», потім знову недовго в «Славії», після чого приєднується до аутсайдера ліги «Нусле», а закінчує кар'єру в клубі «Слован» з міста Дучке. Всього Войтех Брадач забив 155 голів у вищій чехословацькій лізі.
У віці 33 років, 30 березня 1947 року Брадач раптово помер від інфаркту.

## Виступи за збірну
1931 року дебютував в офіційних матчах у складі національної збірної Чехословаччини у віці 17 років 8 місяців і 7 днів, ставши наймолодшим гравцем збірної в її історії. Чехословаччина грала проти збірної Швейцарії, виграла 7:2 , а Брадач забив в тій грі 2 м'ячі. Протягом кар'єри у національній команді, яка тривала 8 років, провів у формі головної команди країни 9 матчів, забивши 5 голів.
У складі збірної був у заявці на чемпіонаті світу 1938 року у Франції. Останній матч за збірну Брадач провів 28 серпня 1938 проти збірної Югославії, де він забив один з трьох голів своєї команди.
| Дата       | Місто   | Господарі      | Результат | Гості          | Турнір                             | Голи | Примітки |
| ---------- | ------- | -------------- | --------- | -------------- | ---------------------------------- | ---- | -------- |
| 13.06.1931 | Прага   | Чехословаччина | 7 – 3     | Швейцарія      | Кубок Центральної Європи 1931—1932 | 2    |          |
| 02.08.1931 | Белград | Югославія      | 2 – 1     | Чехословаччина | товариський матч                   | -    |          |
| 17.04.1932 | Цюрих   | Швейцарія      | 5 – 1     | Чехословаччина | Кубок Центральної Європи 1931—1932 | 1    |          |
| 28.10.1932 | Прага   | Чехословаччина | 2 – 1     | Італія         | Кубок Центральної Європи 1931—1932 | 1    |          |
| 09.02.1936 | Париж   | Франція        | 0 – 3     | Чехословаччина | товариський матч                   | -    |          |
| 22.03.1936 | Відень  | Австрія        | 1 – 1     | Чехословаччина | Кубок Центральної Європи 1936—1938 | -    |          |
| 18.05.1938 | Прага   | Чехословаччина | 2 – 2     | Ірландія       | товариський матч                   | -    |          |
| 07.08.1938 | Сульна  | Швеція         | 2 – 6     | Чехословаччина | товариський матч                   | -    |          |
| 28.08.1938 | Загреб  | Югославія      | 1 – 3     | Чехословаччина | товариський матч                   | 1    |          |
| Усього     |         | Матчів         | 9         |                | Голів                              | 5    |          |

## Титули і досягнення

### Командні
- Чемпіон Чехословаччини (4):

«Славія»: 1932–1933, 1933–1934, 1934–1935, 1940–1941
- Володар кубка Франції (1):

«Сошо»: 1936–1937

### Особисті
Найкращий бомбардир чемпіонату Чехословаччини 1935–1936 (42)